# Marija Janković
Marija Janković (Zaječar, 1978) srpska je slikarka, umetnički fotografkinja i fotoreporterka.

## Život
Na Fakultetu likovnih umetnosti u Beogradu diplomirala je slikarstvo 2002. godine i kao diplomirana slikarka sa više godina iskustava kao fotografkinja u srpskim i medjunarodnim novinama i medijima, organizovala osam samostalnih i učestvovala na mnogim grupnim izložbama.
Tokom godina je realizovala mnoštvo foto-dokumentarnih eseja („Vojvođanske Švabe“, „Bor, grad bakra“, “Deca u procesu” „U slavu ratnika“) i samostalnih projekata sa istoriskim i socijalnim temama koji su realizovani kao mizansceni od lutaka. („Staro Sajmište“, “War story” „GAK“)
Bila je stipendistkinja francuskog ministarstva inostranih poslova za tromesečni boravak u „Cite des Arts“ u Parizu za rad na temu Ponos ratnika, fotograf. Član je ULUPUDS-a, živi i radi u Beogradu i Somboru kao samostalna umetnica.

## Samostalni projekti
- 2000. - „Funjara i Seboreja – dimenzija povratnog delovanja“, parovi fotografija koje upoređuju život u gradu i na selu
- 2005. - „Bor, bakarni grad“, crno-bele fotografije grada gde se nalazi najveća industrija bakra u bivšoj Jugoslaviji
- 2004-2008. - „Glory of the warriors“, fotografija oružja sa 300 ratnih spomenika iz 6 evropskih zemalja
- 2007-2008. - „War story“, rekonstuktivne fotografije ratnih scena, napravljenih od igračaka i povrća
- 2008. - „Manjine u Srbiji“, foto priče o nacionalnim manjinama koje žive u Srbiji
- 2008. - „Deca u procesu“, fotografije Romske dece vraćenih u Srbiju programom readmisije
- 2008-2011. - “Staro Sajmište”, rekonstukcija scena iz nacističkog koncentracionog logora u Beogradu, napravljenih od lutaka i recikliranih materijala
- 2009-2010. - „Vojvodjanske Švabe“, fotografije tragova Švabske istorije i kulture u Vojvodini

## Samostalne izložbe
- Novembar 2001. - „Funjara i seboreja – dimenzija povratnog delovanja“, Galerija „Remont“, Beograd, fotografije
- Januar 2001. - „Koleži“, Galerija „Paleta“, Beograd, kolaži
- Juli 2005. - „Bor, bakarni grad“, Galerija „Artget“ Beograd, fotografije
- Februar 2008. - „Deca u procesu“, CZKD, Beograd, slajd šou, fotografije
- Mart 2008. - „War story“, Galerija „Subhaus“ Sombor, fotografije
- April 2012. - „Staro sajmište – Reciklirana rekonstrukcija“, Savremena galerija Zrenjanin, fotografije
- Oktobar 2012. - „Stari u kulturi - kultura starenja“, Kulturni aktivizam u trećem dobu. Zavod za proučavanje kulturnog razvitka, Beograd, fotografije
- Mart 2013. - „Staro sajmište – Reciklirana rekonstrukcija“, Galerija savremene umetnosti Pančevo, fotografije

## Kolektivne izložbe (izbor)
- Oktobar 1998. - Peti medjunarodni bijenale umetnosti minijature, „Kulturni centar“, Gornji Milanovac
- Jun 2000. - „Biblioteka čuda“, galerija FLU, Beograd
- Jun 2001. - „Biblioteka čuda“, Cvijeta Zuzorić, Beograd
- Avgust 2001. - „Balkan Youth Festival“, Litohoro, Grčka
- April 2003. - „Marubi“, Galleria kombetare e arteve, Tirana, Albanija
- Maj 2003. - „Srbija, Srbija“, galerija „Shambala“, Kopenhagen, Danska
- Oktobar 2004. - „Kontinentalni doručak“, 45. Oktobarski salon, Muzej 25. maj, Beograd
- Decembar 2004. - „Niko kao ja“, Dom kulture studentski grad, Beograd
- Decembar 2006. - „Svet i ja“, I Medjunarodna izložba ženskih autora, FON Niš
- 2003-2010. - YU Press Photo, godišnje izložbe, Artget, Beograd
- Mart 2011. - „Revenir“, galerija , Pariz, Francuska
- Decembar 2011. - „13 metara – 13 autora“, galerija , Pariz, Francuska
- April – Decембар 2012. - Serija od 5 izložbi o kulturnom turizmu, sa Sanjom Knežević. Zavod za proučavanje kulturnog razvitka, Beograd
- Maj 2012. - Izložba „Kulturni turizam istočne Srbije“, sa Sanjom Knežević. Zavod za proučavanje kulturnog razvitka, Beograd
- Oktobar 2012. - „0km“ sa Erve Dezom i Vladimirom Radivojevićem. Narodna Biblioteka Bor
- Decembar 2012. - Foto sajam, galerija Artget
- Januar 2013. - Nagradjeni radovi sa konkursa magazina Status, Ozon, Beograd

## Fotoreporterka
Kao nezavisna fotografkinja оbjavljuje fotografije i saradjuje sa novinama, magazinima, mediskim kućama i agencijama (AP, AFP, UNHCR, Le Courrier des Balkans, Mediapart, RFI, Ouest France, Zavod za proučavanje kulturnog razvitka, Status, Prestup, Politika, JAT Revija, itd.)
Radila je i za:
- 2002 – 2005 Dnevne novine “Blic”
- 2005 – 2007 Nedeljni magazini “Evropa” i “Standard”, Dnevne novine “Sutra”
- 2007- 2010 Fotograf i predsednik udruženja „Le Courrier de la Serbie“. „Le Courrier des Balkans“ je informativni veb-sajt o Balkanu na francuskom jeziku, a „Le Courrier de la Serbie“ njihov lokalni ogranak.

## Bibliografija
- 2009. - „Bazars ottomans des Balkans“, Edicija Non Lieu, Pariz, foto-ilustracije za priču o vranjskoj čaršiji
- 2009. - „Usud Karadjordjeve Srbije – Priča o srpskim termopilima, bitka na Čegru“, izdavač Niški Kulturni Centar, foto-ilustracije za knjigu
- 2011. - „Beležnica“ Časopis za bibliotekarstvo, literaturu i kulturu, br. 22. Izdavač Narodna biblioteka Bor. Fotografije celog broja.
- 2013. - „Postajanje majkom u vreme neoliberalnog kapitalizma“ zbirka autora, urednik Ana Vilenica, izdavač Uz)bu))na))). Fotostrip „GAK“
- 2015. - Starinski kuvar južne Srbije – „Traditional South Serbian Cookbook“[5]

## Učešće na radionicama
- 2008. - Foto trener za program „Mladi u akciji“ radionica „Transparent Walls“, u organizaciji „EDITcentra“ iz Novog Sada
- 2009. - Zajedno s Erve Dezom, foto trener za novinare na regionalnom seminaru „Balkanophonie“, Novom Pazar, organizacija „Le Courriers des Balkans“
- 2009. - Foto trener za program „Mladi u akciji“ radionica „Foto-komunikacija“, u organizaciji „Generator“-a iz Vranja
- 2013. - Foto trener za program „Mladi u akciji“ radionica „„Transparent Walls““, u organizaciji „EDITcentra“ iz Novog Sada

## Nagrade
- 2003. - Nagrada „YU PRESS PHOTO““ za najbolju blic reportažu o rušenju javne kuće Sveti Nikola u Beogradu
- 2009. - Treća nagrada na INTERFER 2009. Internacionalnom festivalu reportaže, za reportažu „Nova godina na jugu Srbije: Praznčni dani i žrtvovanja kod Roma“
- 2011. - „PRESS PHOTO SERBIA“ Nagrada za najbolju reportažu u kategoriji „Ljudi“ za „Vojvodjanske Švabe“
- 2013. - Prva nagrada za najbolju fotografiju na konkursu magazina „Status“ za „Original i 52 overene fotokopije“
- 2013. - „PRESS PHOTO SERBIA“ Nagrada za najbolju fotografiju u kategoriji „Foto ilustracija“ za „Original i 52 overene fotokopije“
- 2013. - Godišnja nagrada za 2012. Udruženja za likovnu i primenjenu umetnost i dizajn (ULUPUDS)

## Spoljašnje veze
- Zvanična prezentacija(језик: енглески)
- Dvafoto/interview: marija janković’s “gak”